# 佃祭
佃祭（つくだまつり）は、落語の演目の一つ。住吉神社の夏の祭礼で賑わう佃島を舞台に、「情けは人の為ならず」という諺をテーマとした江戸の古典落語である。
現在落語家によって行われる演出は、5代目古今亭志ん生が演じた滑稽噺重視の演出と、3代目三遊亭金馬が演じた人情噺重視の演出の2通りがある。
その他の主な演者は5代目三遊亭圓楽、5代目春風亭柳朝、瀧川鯉昇など。

## あらすじ
神田のお玉ヶ池で小間物問屋を営む次郎兵衛は、夏の佃島で開かれる祭りを楽しみにしていた。祭りの当日、次郎兵衛は「暮六つ（現在の18時頃）の終い船（渡し船の最終便）に乗って帰ると妻に伝えてでかける。
佃島に着いた次郎兵衛は祭りを存分に楽しんだ後、乗客でいっぱいの終い船に乗ろうとすると突然見知らぬ女に引き留められ、揉めているうちに船は出発してしまう。がっかりしている次郎兵衛に対して女は、三年前に奉公先の金を失くし、途方に暮れた末に吾妻橋から身を投げようとしていたところ、見知らぬ旦那から五両のお金を恵まれて命が助かった、その旦那にやっと再会することができてうれしいと告げ、夫は漁師でいつでも船が出せるからぜひ家に寄っていってくれと頼む。
次郎兵衛が女の家でお酒や佃煮など魚料理をご馳走になっていると、にわかに外が騒がしくなる。聞けば、先ほどの終い船が客の乗せすぎで沈没し、乗客が全員溺れ死んでしまったとのこと。次郎兵衛はこれに仰天しつつ、自分を引き留めてくれた女に感謝する。
一方、次郎兵衛の自宅では沈没事故の話が伝わって大騒ぎになる。妻と近所の長屋の連中は次郎兵衛が死んだと思い込んで葬式の準備を進め、仮通夜を営んでいるところに次郎兵衛が戻ってくる。事情を聞いて一同は喜び、呼ばれていた坊さんも、次郎兵衛は女の命を救ったからそれが自らの命を救う形で戻ってきたのだと長屋の連中に説いて回る。
ところがそれを聞いた与太郎は、身投げをしようとしている女に五両あげれば幸運がやってくると思い込み、家財道具を売り払って金を工面しすると、橋の上や川沿いで身投げをする人がいないか毎日見張るようになる。或る日、重そうなものを袂に詰めた女が涙をためながら川へ向かって手を合わせているのを見た与太郎が女を捕まえて身投げをやめろと告げると、自分は歯が痛くて戸隠様にお願いしていただけだと答える。「だって袂にたくさんの石が…」「これは、お供え物の梨だよ!」

## 原型
モデルとなった話は、中国明代の説話集『輟耕録』の中にある「飛雲渡」である。占い師より寿命を30年と宣告された青年が身投げの女を救ったおかげで船の転覆事故で死ぬ運命を免れる話で、落語「ちきり伊勢屋」との類似点もある。
その後、南町奉行の根岸鎮衛(1737～1815)が著書「耳嚢」巻六に「陰徳危難を遁れし事」の題名で、飛雲渡を翻案した物を掲載した。こちらは「ある武士が身投げの女を助け、後日渡し場でその女に再会して引き留められたおかげで転覆事故から逃れる」という内容で、より現在の形に近くなっている。
なお、舞台となった佃の渡しでも実際に沈没事故が起きている。1769年（明和6年）旧暦3月4日に藤棚見物客を満載した渡し船が転覆・沈没し、乗客30余名が溺死した。奉行所は生き残った船頭に対して遠島、佃の町名主に押込を命じ、町役にも相応の罰が課されることとなった。

## 実際の佃祭
本作で登場する佃祭は、東京都中央区佃1丁目所在の住吉神社にて毎年8月6日～7日に行われる例祭の事である。特に3年に1度の大祭では、期間が土曜日と日曜日を含む4日間となり、八角御輿の宮出し・獅子頭の宮出し・船渡御（御輿を船に乗せて川を渡り、氏子地域を廻る風習）が行われる。

## 戸隠信仰と梨
九頭竜大神を祀る戸隠神社（長野県長野市戸隠所在）では、歯を患った者が3年間梨を絶って参拝すると平癒するという言い伝えがあり、戯作家・十返舎一九も著作『戸隠善光寺往来』に於いて「九頭龍権現は岩窟内におられるという。梨を神供とする。虫歯を患う者は、梨を断ってお祈りすると必ず治る」と記している。
このように戸隠神社は歯の神として人気があり、歯痛に悩む江戸の人々は平癒祈願をする際、梨の実に自分の氏名や歯の痛む場所などを書いてから神社のある戸隠山の方を向いて祈り、その後実を川へ流す風習を行っていた。
本作のサゲは以上の風習を基にしたものであるが、現代では知っている人がほとんど居ないため、あらかじめ枕で戸隠信仰と梨の関係を説明する必要があり、口演時間の関係上で次郎兵衛が帰宅した所で打ち切る場合が多い。